# Пульке
Пульке, октлі (ісп. pulque, octli), — мексиканський традиційний алкогольний напій з ферментованого соку агави американської (магея). Напій, як і вино, отримуєть шляхом бродіння соку, тобто не дистиляцією. Міцність — від 6 до 18%.

## Походження
Походження пульке є частиною міфології. Як свідчить одна з легенд, індіанці племені тольтеків відкрили для себе пульке не самі, а за допомогою містичного божественного провидіння. Блискавка, вдаривши в агаву, розколола її на дві половини, і з серцевини полився нектар. Мексиканські індіанці навіть не здогадувалися про те, що в цій рослині ховається «дар богів».
Пульке відігравав помітну роль у житті індіанців. За легендою, навіть бога, пернатого змія Кетцалькоатля, напоїли цим напоєм. А мати пульке, агаву, ацтеки ототожнювали з богинею Майяуель, у якої було 400 грудей.
Довгий час пульке був чи не єдиним мексиканським алкогольним напоєм, доти, доки іспанські конкістадори не привезли в Новий Світ європейські технології сублімації спирту, після чого з'явилися такі напої, як мескаль і текіла.

## Приготування пульке
Приготування пульке забирає багато часу. Для отримання соку вирізають молоду бруньку з середини агави. У ямці збирається солодкий сік, який повинен йти на ріст стебла, квітів і плодів. Звідти за допомогою спеціальної довгої трубочки відсмоктують солодкий сік. «Доять» агаву тричі на добу. Період «лактації» триває три-чотири місяці, за цей час рослина дає від 4 до 7 літрів щодня. Сік зброджують протягом трьох днів.
На сьогодні пульке виготовляють у дуже обмеженій кількості, оскільки в мексиканських містах його п'ють мало. Зазвичай продають пульке для «задоволення» туристів. Хоча в поселеннях Центрального плато Мексики цей напій досі популярний.